# Oxyopes elifaz
Oxyopes elifaz là một loài nhện trong họ Oxyopidae.
Loài này thuộc chi Oxyopes. Oxyopes elifaz được Gershom Levy miêu tả năm 2007.